# Jean-Maurice Richard
Jean-Maurice Richard, francoski general, * 1888, † 1943.